# Bibencio Servín
Bibencio Servín Paredes (Chaco, 2 novembre 1984) è un calciatore paraguaiano, attaccante del Deportes Melipilla.

## Carriera
Durante la sua carriera ha giocato con numerose squadre di club, principalmente tra la prima e la seconda divisione cilena.